# Wierener Berge
Die Wierener Berge sind ein Höhenzug im Landkreis Uelzen in Niedersachsen. Sie sind benannt nach dem nordöstlich gelegenen Ortsteil Wieren der Gemeinde Wrestedt. Im Hohen Berg erreichen sie eine Höhe von 136 Metern ü. NN. 

## Beschreibung
Die Wierener Berge, Teil eines Endmoränenwalls der Saale-Eiszeit, liegen südlich der Kreisstadt Uelzen zwischen der Linie Stadensen – Wieren im Norden und der Linie Reinstorf – Bad Bodenteich im Süden. Der Elbe-Seitenkanal verläuft auf der Ostseite. 
Die Wierener Berge sind ein Landschaftsschutzgebiet, das von Kiefernwäldern bedeckt ist, die reich an Flechten und Moosen sind. Der Wald wächst auf Flächen, die noch bis etwa 1900 von Heide bedeckt waren.
Zwei jeweils ca. 15 ha große Heideflächen (Klein Londoner Heide) gibt es darin. Sie wurden neu angelegt und werden unterhalten vom Naturschutzbund Deutschland (NABU) und der Samtgemeinde Aue. Diese Heideflächen können durch einen Rundwanderweg erwandert werden.

## Benannte Erhebungen
An Erhebungen innerhalb der Wierener Berge sind benannt:
- Auf der Westseite (von Norden nach Süden): Dicke Höpen, Hubenberg (107 m ü. NN), Wenzenberg (94 m ü. NN), Steinkenberg, Bullenberg
- Auf der Ostseite (von Norden nach Süden): Kreienberg,  Hoher Berg (136 m ü. NN), Hengstberg, Waseberg, Schwarzer Berg